# 廖瑞金
廖瑞金（1963年—），重庆大学副校长、教授，主要从事绝缘老化与寿命管理、电工绝缘材料等方面的研究工作。入选中华人民共和国教育部第八批"长江学者"特聘教授，中国国家百千万人才工程“有突出贡献中青年专家”。